# Sirba (Fluss)
Die Sirba ist ein Nebenfluss des Niger in den Staaten Burkina Faso und Niger.

## Geographie
Die Sirba entspringt in Burkina Faso und mündet im benachbarten Niger, gegenüber dem Dorf Sorbon Haoussa und etwa 50 Kilometer flussaufwärts der Hauptstadt Niamey, in den Niger. Sie ist etwa 350 Kilometer lang, wovon rund 100 Kilometer durch Niger fließen, und führt nur zeitweise Wasser. Sie bildet auf einer Länge von gut 25 km die Grenze der beiden Staaten. In Niger verläuft entlang der Sirba die Grenze des Departements Téra zu den südlich gelegenen Departements Kollo und Torodi. Ihr Einzugsgebiet wird mit Werten zwischen 38.750 und 39.138 km² angegeben. Der mittlere Abfluss liegt bei 697 Millionen m³/Jahr. Zu den größeren Dörfern an der Sirba zählen Kakou, Bossey Bongou, Tchawa, Touré, Larba Birno, Larba Touloumbou, Garbey Kourou und Tallé. Bei Bossey Bongou und Garbey Kourou sind automatische Pegelmessstationen vorhanden. Die Siedlungen am Fluss sind regelmäßig von Überschwemmungen betroffen.

## Hydrometrie
Durchschnittliche monatliche Durchströmung der Sirba gemessen an der hydrologischen Station bei Garbey Kourou in m³/s.

## Wirtschaft
Im Flusstal des nigrischen Abschnitts der Sirba wird seit den 1980er Jahren Gold gewonnen. Die Jagdzone an der Sirba in Torodi ist eines der von der staatlichen Generaldirektion für Umwelt, Wasser und Forstwirtschaft festgelegten offiziellen Jagdreviere Nigers.